# Desmognathus
Desmognathus är ett släkte av groddjur som ingår i familjen lunglösa salamandrar.
Släktets medlemmar blir vanligen 8 till 15 cm långa men svartmagad salamander kan nå en längd av 23 cm. Exemplaren är aktiva på natten och de har bra sim-, klättrings- och hoppförmåga. Arterna hittas vanligen vid eller nära vattendrag.
Dessa salamandrar förekommer i sydöstra Kanada och östra USA.
Arter enligt Catalogue of Life:
- Desmognathus abditus
- Desmognathus aeneus
- Desmognathus apalachicolae
- Desmognathus auriculatus
- Desmognathus brimleyorum
- Desmognathus carolinensis
- Desmognathus conanti
- Desmognathus folkertsi
- Desmognathus fuscus
- Desmognathus imitator
- Desmognathus marmoratus
- Desmognathus monticola
- Desmognathus ochrophaeus
- Desmognathus ocoee
- Desmognathus orestes
- Desmognathus planiceps
- Desmognathus quadramaculatus
- Desmognathus santeetlah
- Desmognathus welteri
- Desmognathus wrighti